# 박쥐나무
박쥐나무(Alangium platanifolium var. trilobum)는 누른대나무라고도 하며 높이 약 3~4m이고, 재질은 연하다. 잎은 어긋나고 손바닥모양이며, 가장자리가 밋밋하고 3-5갈래로 얕게 갈라져 있고, 기부는 심장형이다. 여름에 잎겨드랑이에 꽃잎이 6장인 흰꽃이 핀다. 꽃잎은 가늘고 길며 황색으로 뒤로 말려 있다. 수술은 12개, 암술은 1개이며, 꽃밥은 노랗고 꽃받침은 짧으며 열매는 7~8mm인  편평한 구형 핵과이며 청담색이다.